# SkyEurope

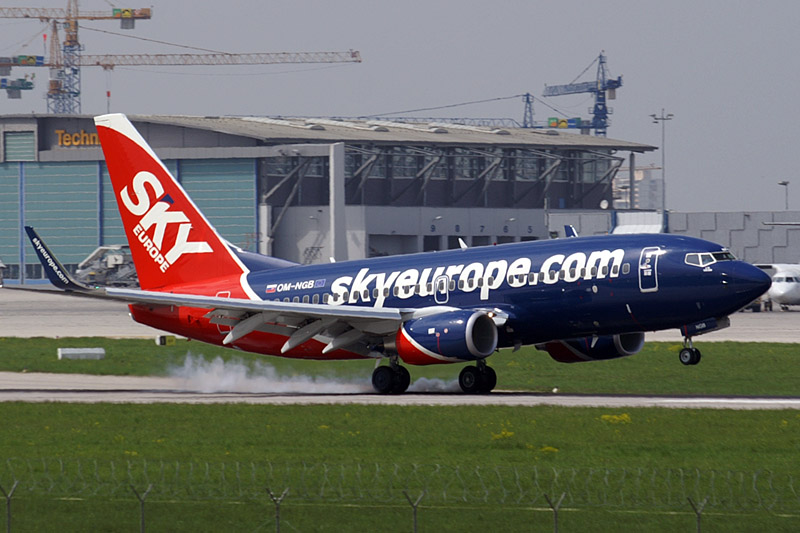
SkyEurope Boeing 737-700

A SkyEurope, teljes nevén SkyEurope Airlines, Kelet-Közép Európa első diszkont légitársasága volt, amely 2001 és 2009  között tevékenykedett. Körülbelül 800 embert foglalkoztatott, fő bázisa Szlovákiában, a Pozsonyi M. R. Štefánik repülőtér (BTS)  volt, de bázisai voltak még Prágában, Bécsben, és Kassán is. A légitársaság 2009 augusztus 31-én csődöt jelentett, járatait pedig szeptember 1-jétől azonnali hatállyal törölte, a külföldön rekedt utasokat más módon kellett hazaszállítani. .

## Története
A céget 2001 novemberében alapították az Európai Újjáépítési és Fejlesztési Bank (EBRD), az ABN AMRO és EU alapok közreműködésével. A légitársaság 2002. február 13-án kezdte meg működését.
Működésének kezdetétől 2005. december 31-éig a SkyEurope Airlines összesen 3 025 855 utast szállított.
2006. szeptember 27-én a SkyEurope lett az első és ezidáig egyetlen légitársaság Közép- és Kelet-Európában, amelyet jegyeznek a bécsi és varsói tőzsdén.
2007 őszén kénytelen volt kivonulni Ferihegyről.
2008 októberében a SkyEurope helyzete miatt együttműködési szerződést írt alá az olasz Myair.com diszkont légivállalattal. A két cég célja az volt, hogy bekerüljenek a 4 legnagyobb európai diszkont légitársaság közé.
2009 júniusában veszteségei miatt csődeljárás indult a társaság ellen, amely elől az amerikai csődtörvény reorganizációs csődvédelmébe menekültek. Ez biztosítja a légitársaság számára az átszervezési lehetőséget a teljes felszámolást elkerülendő. A védelem 3 hónapig biztosítja a zavartalan tárgyalásokat, újjászervezést és új befektetők keresését.
A Skyeurope tartozásai miatt 2009. június 18-án a párizsi Orly repülőtér feltartóztatta a társaság egy gépét. Az eset eddig példátlan volt és máig vitatott jogszerűsége.
A társaság kiutat látott gépállománya jó részének eladásában és új befektetők találásában, de elismerték, hogy teljes átszervezést igényel a társaság, mivel jelen állapotában nem működtethető gazdaságosan.
A 2009-es nyári járatok még elindultak, azonban az őszi időszak már bizonytalan volt, az utasok bizalma megrendült a társaságban a párizsi eset óta. 
A légitársaság június 22-én jelentette be, hogy bírósági védelmet kér a hitelezőktől, de nem fizetésképtelen.
A cég 2009. augusztus 31-én csődöt jelentett, járatait szeptember 1-jétől azonnali hatállyal törölte. A csődhöz nagy mértékben hozzájárult az is, hogy a cégnél a marketing vezető az Austrian Airlines (ausztriai nemzeti légitársaság) beépített embere volt. 
A SkyEurope felszámolási eljárása szeptember 10-én kezdődött meg.
Az ügyfelekre vadászó légitársaságok igyekeztek profitot csinálni versenytársuk bedőléséből: a cseh CSA 40, a WizzAir 30, a Malév 99, az osztrák AUA 150 euróért ajánlott helyet gépein a SkyEurope-jeggyel rendelkező, külföldön rekedt utasoknak.
A légitársaság működésének majdnem 7 éve alatt egyszer sem tudott nyereséget felmutatni.

## Szolgáltatások
A SkyEurope Airlines 17 ország 30 célállomására repült 44 útvonalon. Általában a városoktól kevésbé távoli, közepes árú repülőtereket használta. A fedélzeten személyre szóló helykiosztás volt, az utasok akár az internetes a foglaláskor, előre kiválaszthatták helyüket a repülőgépen.
Az út során ingyenes ellátást nem biztosítottak, azonban a légiutaskísérők árusítottak italokat és könnyű hideg ételeket.

## Flotta

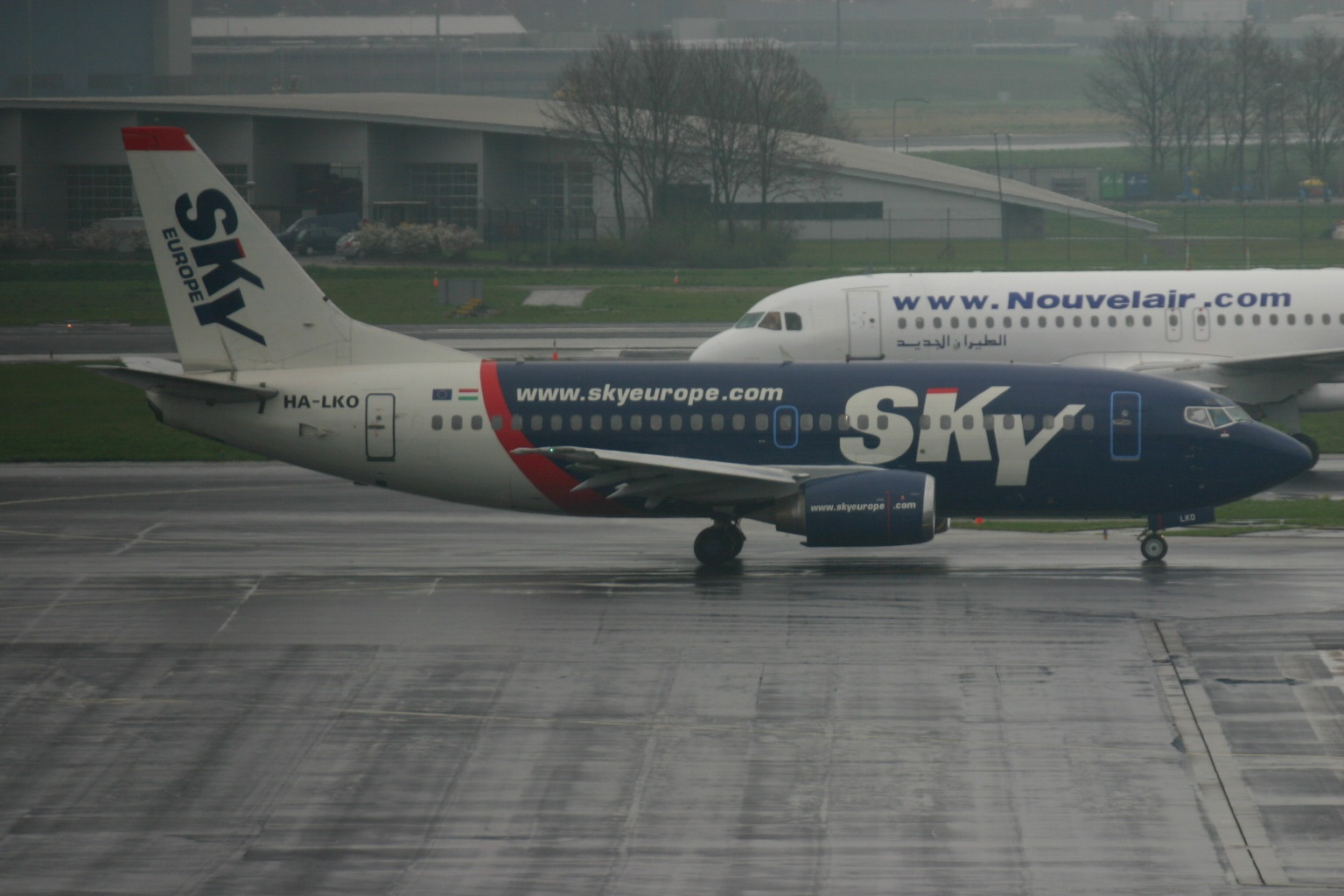
A SkyEurope egyik magyar lajstromjelű gépe

A SkyEurope "fénykorában" 15 db Boeing 737-700-ast üzemeltetett. Ezt megelőzően 7 db Boeing 737-500-as és 5 db Boeing 737-300-as szállította az utasokat, melyeket 2006-tól kb. 2 év alatt cserélt le az újabb gépekre. 2008 őszétől a GECAS lízingcég folyamatosan vette vissza a gépeket, ezek pótlására a SkyEurope a litván FlyLal Charters-tól, a United Airlines-tól és az Air Slovakia-tól bérelt Boeing 737-300-asokat és 500-asokat.
A megszűnéskor:
| Repülőgép      | Darabszám | Megjegyzés                                      |
| -------------- | --------- | ----------------------------------------------- |
| Boeing 737-300 | 7         | 3 darabot az Air Slovakia-tól béreltek          |
| Boeing 737-500 | 2         | 2 darabot az Avia Asset Management-től béreltek |
| Boeing 737-700 | 4         | 1 darabot lefoglaltak a Párizs–Orly repülőtéren |

## Külső hivatkozások
- SkyEurope Archiválva 2009. október 27-i dátummal a Wayback Machine-ben
- SkyEurope utasok véleményei
- SkyEurope.lap.hu - linkgyűjtemény